# Diana Dudeva
Diana Dudeva (bulgariska: Диана Дудева), född den 7 juli 1968 i Pleven i Bulgarien, är en bulgarisk före detta gymnast.
Hon tog OS-brons i fristående i samband med de olympiska gymnastiktävlingarna 1988 i Seoul.